# Liezener Hütte
Die Liezener Hütte ist eine Alpenvereinshütte der Sektion Liezen des ÖAV und liegt auf 1762 m ü. A. Höhe im Toten Gebirge. Die Hütte ist von Wörschach, Weißenbach bei Liezen oder Liezen aus erreichbar.

## Baugeschichte
Die Hütte wurde 1924 erbaut und am 24. August 1924 eröffnet. 1936 wurde sie erweitert und 1958 der Grund erworben. 1989 wurde sie umgebaut und 1999 um den Zubau einer Holzhütte erweitert.

## Zugänge
- Von Liezen (664 m) in einer Gehzeit von 3 Stunden.
- Von Weißenbach (654 m) in einer Gehzeit von 3 Stunden.
- Von Wörschach (650 m) in einer Gehzeit von 3½ Stunden.
- Von Schönmoos in einer Gehzeit von 2 Stunden.

## Übergänge zu Nachbarhütten
- Dümlerhütte
- Spechtenseehütte
- Zellerhütte
- Hochmölbinghütte

## Gipfel
- Raidling (1912 m)
- Hochmölbing (2341 m)
- Warscheneck (2388 m)

## Veranstaltung
Seit 1925 findet jährlich am ersten Sonntag im August das Bergturnfest Liezener Hütte mit leichtathletischen Wettbewerben statt.